# 鬼咬鬼
《鬼咬鬼》是一部香港電影，寶祥影業有限公司出品，導演劉觀偉，由洪金寶、林正英、孟海、龔慈恩、林敏驄、王文君、譚倩紅、黃蝦、葉榮祖等主演，於1990年在香港上映。

## 劇情簡介
肥寶（洪金寶飾）與朱女（龔慈恩飾）本有胎婚婚約，但其父（葉榮祖飾）因貪財，故想把女嫁予富家子史公子（林敏驄飾）。寶為早與朱女成婚，日做夜做，一夜賣粥中，遇女鬼小紅（王文君飾），並得知她留在陽間原因乃收留母女於家中。其後肥寶與師父九叔（林正英飾）因小海(孟海飾）叫小紅去色誘史公子而鬧翻，此時史公子為奪得朱女，遂請巫師（黃蝦飾）用巫術對付肥寶，但被九叔阻止，最後害人終害己。史公子心有不甘上門尋仇，於肥寶的岳父落蠱要脅,九叔為換取解藥，最後與巫師展開茅山與巫術之間大戰……

## 人物角色
| 角色名稱 | 演員   | 備註   |
| -------- | ------ | ------ |
| 肥寶     | 洪金寶 |        |
| 九叔     | 林正英 |        |
| 小海     | 孟海   |        |
| 朱女     | 龔慈恩 |        |
| 小紅     | 王文君 | 女鬼   |
| 朱老爺   | 葉榮祖 | 朱女父 |
| 小紅母   | 譚倩紅 |        |
| 史公子   | 林敏驄 |        |
| 巫師     | 黃蝦   |        |
| 買粥男子 | 張國強 |        |
| 蛇夫     | 倪星   |        |
| 蛇夫     | 張貴祥 |        |
| 殭屍     | 張榮祥 |        |